# Kirchlindach
Kirchlindach (gsw. Chirchlindach) – gmina (niem. Einwohnergemeinde) w Szwajcarii, w kantonie Berno, w regionie administracyjnym Bern-Mittelland, w okręgu Bern-Mittelland.
Gmina po raz pierwszy została wspomniana w dokumentach 2 października 1185 roku jako Lindenacho, gdy papież Lucjusz III przekazał ją w bulli papieskiej.

## Demografia
W Kirchlindach 31 grudnia 2020 roku mieszkało 3 200 osób. W 2020 roku 9,2% populacji gminy stanowiły osoby urodzone poza Szwajcarią.
W 2000 roku 92,8% populacji mówiło w języku niemieckim, 2,2% w języku francuskim, a 0,7% w języku włoskim.

Zmiany w liczbie ludności są przedstawione na poniższym wykresie:

## Transport
Przez teren gminy przebiega droga główna nr 236.